# Syros flygplats
Syros flygplats "Demetrius Vikelas" är en flygplats i Grekland.   Den ligger i prefekturen Kykladerna och regionen Sydegeiska öarna, i den sydöstra delen av landet, 130 km sydost om huvudstaden Aten. Syros flygplats ligger 71 meter över havet. Den ligger på ön Nísos Sýros.